# Kyrylo Genyk
Kyrylo Genyk, ukrajinsky Кирило Геник, anglicky Cyril Genik (1857 Bereziv, Ukrajina – 12. února 1925 Winnipeg, Kanada), byl ukrajinsko-kanadský imigrační pracovník. Je významnou národní historickou osobností.

## Životopis
Kyrylo Genyk se narodil v Berezive, v Haliči. Jeho otec Ivan tam byl starostou obce, matka se jmenovala Anna, rozená Percovyčová.
Své studium začal v Kolomyji. Později se přestěhoval do města Ivano-Frankivsk. Bakalářské studium ukončil ve Lvově a následně se v roce 1879 stal učitelem v okrese Nadvirna. V roce 1882 se vrátil do své rodné vesnice a založil tam školu. Během 80. let 19. století se začal věnovat mlynářství a založil sdružení producentů. V roce 1890 byl zvolen do městského výboru ve městě Kolomyja.
Genyk se setkal s Osipem Oleskivem, mužem který podporoval imigraci Ukrajinců do Kanady. Oleskiv jej požádal, aby se k němu přidal, vedl druhý kontingent Ukrajinců v Kanadě a pomohl jim s usídlením. Genyk, spolu se svou ženou a čtyřmi dětmi, nabídku přijal a společně s dalšími šedesáti čtyřmi Ukrajinci odešel 22. června 1896 do Québeku. Vedl svůj kontingent nejdříve do Winnipegu a potom do Stuartburnu v Manitobě, místa, které je považováno za domov první ukrajinsko-kanadské komunity v západní Kanadě.
V srpnu téhož roku požádal o trvalý pobyt v Stuartburne, ale brzy změnil názor a přestěhoval se do Winnipegu. Tentýž měsíc ho Oleskiv doporučil na ministerstvo vnitra jako imigračního zaměstnance, kterým se Genyk v září stal. V rámci své náplně práce se setkával s novými ukrajinskými přistěhovalci v Québeku, povzbuzoval je, aby používali anglický jazyk a vzdávali se starých zvyků. Pokud to bylo nutné, působil i jako jejich poradce. Jeho vytíženost se dramaticky zvýšila s výrazným navýšením počtu přistěhovalců z Ukrajiny. V roce 1898 se tak stal prvním Ukrajincem, jehož zaměstnávala kanadská vláda na plný úvazek.
V roce 1899 založil ve svém domě Taras Shevchenko Reading Hall (Čítárna Tarase Ševčenka) a o čtyři roky později začal vydávat první noviny tištěné v ukrajinském jazyce v Kanadě. Jmenovaly se Канадский фермер (Kanadský farmář).
Přestože nebyl nábožensky založen, věřil, že křesťanská denominace by měla existovat nezávisle na řecko-ortodoxních a rusko-ortodoxních normách. Proto v letech 1903 až 1904 založil ve spolupráci s winnipežskými presbyteriánskými kněžími tzv. „Nezávislý řecký kostel“. V roce 1911, po volbách, v nichž Genykova oblíbená liberální strana ztratila většinu, přišel o své pracovní místo a ukončil působení ve veřejné správě. Žil potom nějaký čas v USA. Později se vrátil do Winnipegu, kde 12. února 1925 zemřel.
V té době se stal v ukrajinsko-kanadské komunitě známým pod přezdívkou „Car Kanady“.